# تورویل-سور-ارک
تورویل-سور-ارک (به فرانسوی: Tourville-sur-Arques) یک کمون از دپارتمان سن-ماریتیم منطقه نرماندی در شمال فرانسه است.

## اماکن تاریخی
- کلیسای سن-مارتین، با قدمت قرن شانزدهم.
- قلعه میرومنیل (به فرانسوی: Château de Miromesnil) و باغ‌های قابل توجه اش متعلق به قرن شانزدهم

## مشاهیر
- گی دو موپاسان، نویسنده فرانسوی در این قلعه به سال ۱۸۵۰ به دنیا آمد.